# Eufabriciopsis quadrisetosa
Eufabriciopsis quadrisetosa är en tvåvingeart som beskrevs av Daniel William Coquillett 1902. Eufabriciopsis quadrisetosa ingår i släktet Eufabriciopsis och familjen parasitflugor. Inga underarter finns listade i Catalogue of Life.